# Jean Bernier (football)
 (juin 2015).
Si vous disposez d'ouvrages ou d'articles de référence ou si vous connaissez des sites web de qualité traitant du thème abordé ici, merci de compléter l'article en donnant les références utiles à sa vérifiabilité et en les liant à la section « Notes et références ».
Pour les articles homonymes, voir Jean Bernier et Bernier.
Jean Bernier, né à Miragoâne en Haïti, est un joueur, entraîneur et dirigeant intronisé au Panthéon du soccer du Québec en tant que bâtisseur. Il est le père de Patrice Bernier, joueur retraité de l'Impact de Montréal.

## Biographie
Jean Bernier commence très tôt à développer sa passion pour le soccer dans son village natal de Miragoâne en Haïti. En 1971, il quitte Haïti avec sa femme Gladys pour le Québec pour étudier à l’École des hautes études commerciales de Montréal (HEC). Il évolue alors dans la Ligue excellence du Québec au début des années 1970. Il est ensuite entraîneur, surtout l'entraîneur de son fils Patrice Bernier qui naît en 1979 à Brossard. En 1986, il fonde le Challenge Brossard, tournoi international de soccer à Brossard. Il est ensuite dirigeant dans plusieurs organisations de soccer québécoises tel que le Club de soccer de Longueuil (CSL) en tant que président, puis à Soccer Québec. En 2005, il est intronisé au Panthéon du soccer québécois en tant que bâtisseur par la Fédération du soccer du Québec. Il est aussi considéré comme un des bâtisseurs de l'Association régionale de soccer de la Rive-Sud (ARSRS).
Il est le plus grand fan[réf. nécessaire] de son fils Patrice Bernier qui fut capitaine de l'Impact de Montréal.